# 消费者困惑
消费者困惑  是一种思想状态，它会导致消费者作出不完善的购买决策，或是对其做出的购买决策的正确性缺乏信心。

## 困惑
当消费者无法正确地理解或解释产品和服务的时候，困惑通常都会产生。  同时，它的产生又会反过来导致顾客做出不完善的购买决策。这个概念对于市场商人来说，是非常重要的。因为消费者困惑可能会导致销量减少，顾客对产品满意度下降，甚至还会在商家与消费者的有效沟通上产生阻碍。 消费者困惑是一个广泛的研究和宽泛的主题，它是消费者行为和决策制定的一部分。

## 引起的原因

### 选择过载
当购买产品的选择项数大大超过消费者所能承受的程度时，选择过载（在困惑的环境中有时也被称为过多的选择余地）就会产生。一个很好的例子是，目前，英国超市中超过1000种不同的葡萄酒产品让消费者经历了一个艰难的选择过程。虽然大型分类的确会产生一些积极的方面（主要是新奇和刺激，同時也提供了最佳的解决方案），但是任何大于12-14的产品种类都将会导致困惑的产生，而且还会讓消费者對選擇的产品质量负责。 这在实践中意味着，消费者对在大型分类的购买产品的满意程度降低了，消费者可能会对他们是否成功地找到了“最好”的产品存疑。超市和互联网的蓬勃发展是选择过载不断增长的两个主要原因。

### 产品的相似性
相似性是指两个或是两个以上的产品缺乏区分特征，使消费者很难轻易区分它们。区分特征可以从市场营销组合或是任何与产品相关的东西中产生，例如品牌。相似的产品对消费者为作出决定而提高认知的努力有负面影响， 而且它还会减弱对决策准确性的直觉。这都降低了决策的满意度，从而对购买产品的满意度也随之降低。

### 信息缺乏
如果信息不存在，消费者可能会遭遇信息的缺乏，在他们需要的时刻信息无法提供给他们，或是在他们进行决策过程中，提供的信息对于他们来说太过复杂。

### 信息过载
有太多的信息围绕在产品或服务的周围，这迫使人们参与更复杂和耗时的购买过程，从而扰乱了消费者。而事实上，当信息超载时候我们很难比较和评价信息，这会使消费者感到不满，对于选择的东西没有安全感， 更容易拖延决策的制定，从而影响实际的购买。

### 提供的信息有歧义
当关于产品或服务所提供的信息不符合消费者已有的想法和信念时，歧义就会产生，引起困惑。一個解決的辦法是向地方政府機關申訴。